# Catálogo alfabético de apellidos
Catálogo alfabético de apellidos (tiếng Anh: Alphabetical Catalogue of Surnames; tiếng Filipino: Alpabetikong Katalogo ng mga apelyido) là một cuốn sách ghi chép họ người ở Philippines và các đảo thuộc Đông Ấn Tây Ban Nha xuất bản vào giữa thế kỷ 19.